# 杨维藩 (明朝)
杨维藩（?—1565年），辽东都司广宁前屯卫（今辽宁省绥中省管县）人，明朝将领，官至蓟州卫指挥佥事，广宁镇武堡游击。嘉靖四十四年（1565年）阵亡，明廷追赠都督佥事，立祠纪念。

## 生平
杨维藩出生于辽东前屯的一个将门世家，后以军功升为蓟州卫指挥佥事，得到兵部尚书许论的赏识，先后升为三河守备，辽东长勇堡备御，嘉靖四十三年（1564年）升为广宁镇武堡游击。嘉靖四十四年（1565年）五月蒙古兵大举入犯，杨维藩兵少被围，力战阵亡，明廷追赠都督佥事，立祠纪念。

## 家庭
杨维藩为辽东总兵杨镇的次子，侄子杨照也是明朝辽东总兵。

## 引用
1. ↑  《全辽志·卷四·宦业志》：“以功历升蓟州卫指挥佥事。军门灵宝许尚书及诸当道奖焉其才，擢三河守备，寻改辽东长勇堡备御。防御有略，虏不敢窥边。嘉靖甲子擢广宁镇武堡游击。”
2. ↑  《大明熹宗实录》卷546嘉靖四十四年五月：“虏犯镇武堡，游击杨维藩引兵击之，遇伏陷没。”
3. ↑  《乾隆大清一统志》卷44：“嘉靖四十四年，蒙古万余骑攻镇武。维藩兵不满千，迎之于境内莲子湖台，与众誓曰：‘此死地也，血战或生。’遂进战杀敌几半，手刃数十人，力竭死之。”
4. ↑  《全辽志·卷四·宦业志》：“事闻，诏赠都督佥事，升世袭三级，立祠致祭。”
5. ↑  《全辽志·卷四·宦业志》：“杨维藩，前屯卫人，都督杨镇次子。”
6. ↑  《乾隆大清一统志》卷44：“杨维藩，照叔父，结发从父都督镇于行间。”